# Lampropsar tanagrinus
El turpial de frente terciopelo, chango terciopelo, clarinero frentiafelpado o tordo amazónico (Lampropsar tanagrinus) es una especie de ave paseriforme de la familia Icteridae propia de la cuenca del Amazonas y el Orinoco. Es la única especie del género Lampropsar. 

## Hábitat
Se encuentra en Bolivia, el oeste de Brasil, Colombia, Ecuador, Guyana, Perú y Venezuela.
Vive en la Amazonia, en las áreas inundables y bordes del bosque húmedo y en le bosque de galería.

## Descripción
El macho mide en promedio 22 cm de longitud, la hembra 19 cm. El plumaje es negro con un brillo ligeramente azulado arriba. La textura del pileo tiene apariencia de terciopelo.

## Alimentación
Se alimenta de artrópodos y frutos. Generalmente hace parte de bandas de 6 a 30 individuos de su especie, que a veces buscan alimento junto a otras aves en bandas mixtas.